# Fegens kapell

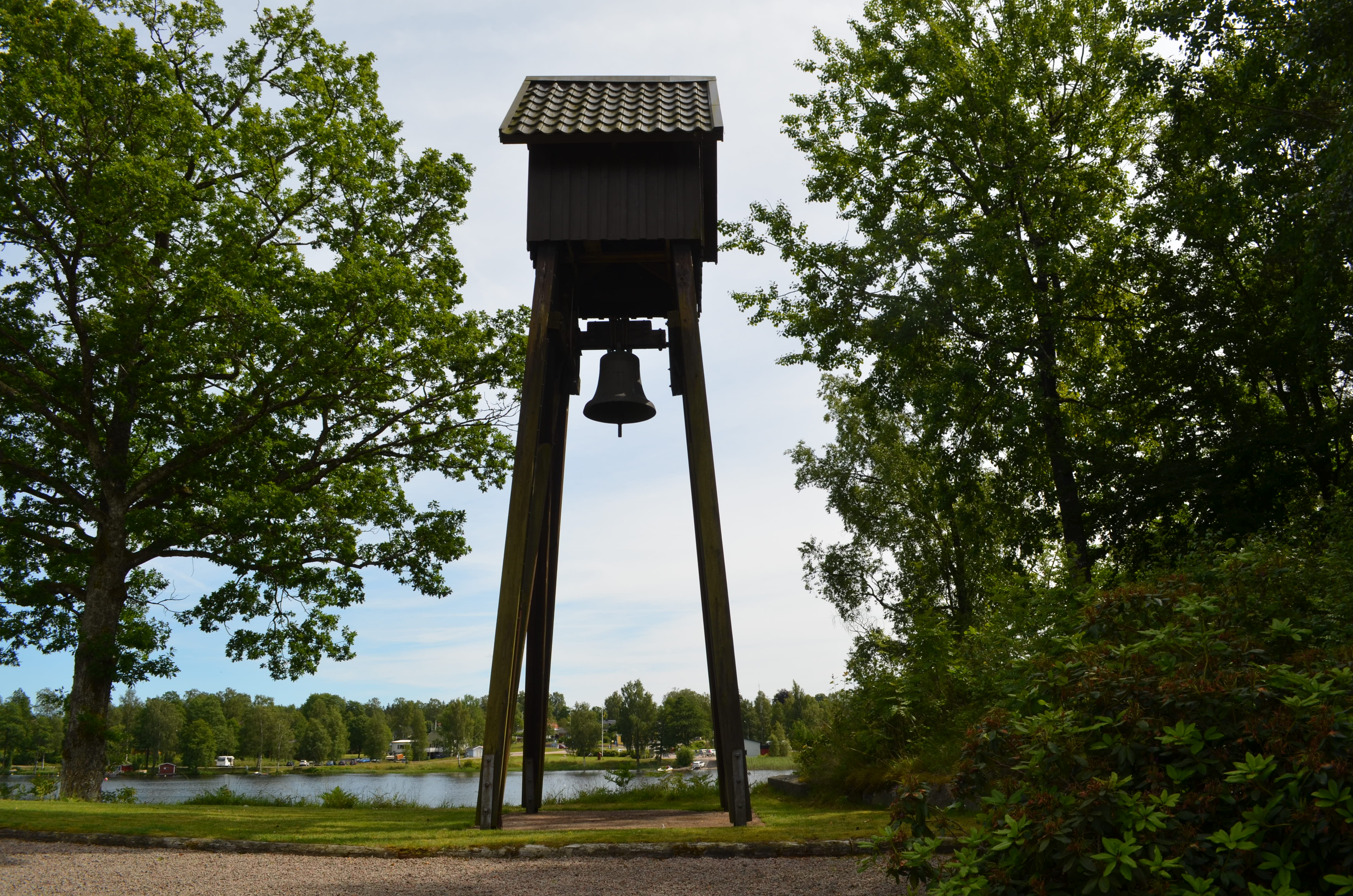

Fegens kapell är en kyrkobyggnad som tillhör Gunnarps församling i Göteborgs stift. Den ligger i Fegen i Falkenbergs kommun.

## Kyrkobyggnaden
År 1926 bildades Fegens kapellbyggnadsförening, som tidigt inköpte en udde i sjön Fegen. Tomten schaktades, en stenmur anlades och en kyrka skulle byggas som annex till Gunnarps kyrka. Tiderna blev emellertid sämre och det kom att dröja till 1958 innan beslut kunde fattas att bygga ett kapell. Man hade understöd i form av pengagåvor och syföreningens arbete. 
Arkitekt Roland Hübel ritade kapellet med klockstapel. Invigning skedde 12 juni 1960 av biskop Bo Giertz. Kapellet rymmer 90 personer. Gunnarps församling lämnar årligen bidrag till underhållet. Byggnaden är uppförd i utvändigt vitmålat tegel och taket är täckt av svarta tegelpannor. Invändigt är väggarna av gult tegel.  
År 1996 uppfördes ett tillbygge med handikapptoalett, textilrum, pentry och redskapsrum.

## Inventarier
- Ett träkors pryder platsen ovanför altaret.
- Kormatta tillverkad av Ingrid Brobäck, Kinna
- Flera textilier kommer från Christina Wessman, Göteborg
- Tidigt skänktes ett golvur tillverkat 1843, med inskriptionen Carl XIV Johan.
- Många personer med lokal anknytning har genom åren bidragit med pengar och materiella gåvor såsom ljusstakar, mässhake, håv, dopfunt, brudkrona, böcker och nattvardssilver.
- Kyrkklocka gjuten 1960 vid M & E Ohlssons klockgjuteri, Ystad.
- Orgeln byggdes 1973 av Ingvar Johansson, Västbo Orgelbyggeri och finansierades av en orgelfond.